# آیروکلند کلاس اسکرپون
آیروکلند کلاس اسکرپون (به انگلیسی: Scorpion-class ironclad) یک کلاس از کشتی است که طول آن ۲۲۴ فوت ۶ اینچ (۶۸٫۴ متر) می‌باشد.